# Калитко, Екатерина Александровна
Екатерина Александровна Калитко (укр. Катерина Олександрівна Калитко; род. 8 марта 1982, Винница) — украинская поэтесса, переводчица, автор поэтических сборников и прозаических произведений. Член НСПУ (2000) и Украинского ПЭН.

## Биография
Родилась в городе Винница 8 марта 1982 года, где закончила среднюю школу с золотой медалью. В 1999—2005 годах изучала политологию и журналистику в Киево-Могилянской академии.
В 2017 году книга Екатерины Калитко «Земля Потерянных, или Маленькие страшные сказки» (укр. Земля Загублених, або Маленькі страшні казки), вышедшая в «Издательстве Старого Льва», была отмечена премией «Книга года Би-Би-Си — 2017».
В 2019 году награждена независимой Премией Women in Arts от UN Women и Украинского института в рамках HeForShe Arts Week 2019.
В 2023 году получила Шевченковскую премию в номинации «Литература» за сборник «Орден молчальниц» (Орден мовчальниць).
В 2023 году Калитко пригласили написать текст для Радиодиктанта национального единства.
Живёт и работает в Виннице и Сараево.

## Творчество
Произведения Екатерины Калитко печатались в периодике, в том числе в журналах «Свито-Вид», «Украинские проблемы», «Молодая Украина», «Курьер Кривбаса».

### Переводческая деятельность
Исследует и переводит современную литературу Боснии и Герцеговины. Циклы рассказов Миленко Ерговича, Снежаны Мулич, Семездина Мехмединовича, Ламии Бегагич и других печатались в журнале «Курьер Кривбасса» в рамках авторской рубрики переводов «Контурная карта». Сборники стихов Миленко Ерговича и Стевана Тонтича публиковались в электронном журнале «Alarum».
В декабре 2017 года независимое издательство «Круговерть» издало культовый роман югославского писателя боснийского происхождения Меша Селимовича «Дервиш и смерть» в переводе Екатерины Калитко.

### Произведения

#### Поэтические сборники
- «Посібник зі створення світу» (Винница: Логос, 1999)
- «Сьогоднішнє завтрашнє» (Киев: Гранослов, 2001)
- «Портретування асфальту» (Киев: Факел, 2004)
- «Діалоги з Одіссєем» (Киев: Пульсары, 2005)
- «Сезон штормів» (Киев: Электрокнига, 2013)[10]
- «Катівня. Виноградник. Дім» (Львов: Издательство Старого Льва, 2014)
- «Бунар» (Львов: Издательство Старого Льва, 2018)
- «Ніхто нас тут не знає, і ми — нікого» (Черновцы: Meridian Czernowitz[укр.], 2019)
- «Орден мовчальниць» (Черновцы: Meridian Czernowitz, 2021)
- «Люди з дієсловами» (Черновцы: Meridian Czernowitz, 2022)

#### Сборники прозы
- «М.істерія» (Киев: Факт[укр.], 2007)[11]
- «Земля Загублених, або Маленькі страшні казки» (Львов: Издательство Старого Льва, 2018)[12]